# Wilhelm Antrup
Wilhelm Antrup (1 de fevereiro de 1910 - 14 de novembro de 1984) foi um oficial alemão que serviu na  durante a Segunda Guerra Mundial. Foi condecorado com a Cruz de Cavaleiro da Cruz de Ferro.